# Gold Cobra
Gold Cobra je pátým studiovým albem kapely americké numetalové kapely Limp Bizkit. Bylo vydáno v roce 2011 u vydavatelství Flip Records a Interscope Records. Je posledním albem na kterém se podílel teď už bývalý člen DJ Lethal. Album se dočkalo smíšených hodnocení po celé světě. Během prvního víkendu v USA se prodalo více než 27 000 kopií a vyšvihlo se na 16. místo v americké hitparádě Billboard 200.
Hudba v Gold Cobře je popisována jako čistý numetal a byla označována jako návrat k dřívějším albům jako Three Dollar Bill, Yall$.
Limp Bizkit
- Wes Borland – kytara
- Fred Durst – vokály
- John Otto –bicí
- Sam Rivers – basová kytara

| Č.             | Titul           | Délka |  |
| -------------- | --------------- | ----- |  |
| 1.             | "Introbra"      | 1:20  |  |
| 2.             | "Bring It Back" | 2:17  |  |
| 3.             | "Gold Cobra"    | 3:53  |  |
| 4.             | "Shark Attack"  | 3:26  |  |
| 5.             | "Get a Life"    | 4:54  |  |
| 6.             | "Shotgun"       | 4:32  |  |
| 7.             | "Douche Bag"    | 3:42  |  |
| 8.             | "Walking Away"  | 4:45  |  |
| 9.             | "Loser"         | 4:53  |  |
| 10.            | "Autotunage"    | 5:00  |  |
| 11.            | "90.2.10"       | 4:18  |  |
| 12.            | "Why Try"       | 2:51  |  |
| 13.            | "Killer in You" | 3:46  |  |
| Celková délka: | Celková délka:  | 49:37 |  |